# کندوک (شهرستان قره‌کولجه)
کندوک (به لاتین: Köndük) یک روستا در قرقیزستان است که در شهرستان قره‌کولجه واقع شده‌است. کندوک ۱٬۱۳۷ نفر جمعیت دارد.